# IC 902
IC 902 је спирална галаксија у сазвјежђу Велики медвјед која се налази на листи објеката дубоког неба у Индекс каталогу.
Деклинација објекта је + 49° 57' 38" а ректасцензија 13h 36m 1,2s. Привидна величина (магнитуда) објекта IC 902 износи 13,8 а фотографска магнитуда 14,6. IC 902 је још познат и под ознакама UGC 8593, MCG 8-25-24, CGCG 246-17, IRAS 13340+5012, PGC 47985.